# Zoran Knežević
| Odkryte planetoidy: 1 | Odkryte planetoidy: 1 |
| --------------------- | --------------------- |
| (3176) Paolicchi      | 13 listopada 1980     |

Zoran Knežević (cyr. Зоран Кнежевић; ur. 23 sierpnia 1949 w Osijeku, obecnie Chorwacja) – serbski astronom, odkrył jedną planetoidę.

## Życiorys
Od 1973 roku pracował w Belgradzkim Obserwatorium Astronomicznym, w 2002 roku został jego dyrektorem. W 1989 uzyskał stopień doktora na Uniwersytecie w Belgradzie. Jego praca badawcza dotyczyła głównie planetoid – określania ich orbit, mas, wieku rodzin planetoid, analizy statystycznej planetoid itp. Pracował także jako nauczyciel i wykładowca astronomii, a od 1996 roku jako profesor na Uniwersytecie w Belgradzie. W 2016 roku przeszedł na emeryturę.
Jest członkiem Serbskiej Akademii Nauk i Sztuk, Międzynarodowej Unii Astronomicznej i kilku innych organizacji międzynarodowych i serbskich.
W uznaniu jego pracy jedną z planetoid nazwano (3900) Knežević.